# Tử hình ở Mông Cổ
Hình phạt tử hình đã được bãi bỏ ở Mông Cổ kể từ năm 2016, sau một lệnh cấm được ban hành tám năm trước đó.

## Lịch sử áp dụng
Tại thời điểm bãi bỏ, có năm tội ác phải chịu án tử hình: "hành vi khủng bố được thực hiện vì mục đích chính trị, hành động khủng bố chống lại các đại diện của một quốc gia nước ngoài vì mục đích chính trị; phá hoại ". Chỉ những người đàn ông ở độ tuổi 18 đến 60 tại thời điểm xảy ra vụ án mới có thể bị xử tử; phụ nữ không phải chịu án tử hình. Chính phủ kể từ đó đã bãi bỏ án tử hình cho tất cả các tội ác vào năm 2012.
Theo Tổ chức Ân xá Quốc tế, Mông Cổ, như Trung Quốc, Việt Nam, Malaysia và Singapore, Mông Cổ đã thực hành các vụ hành quyết trong bí mật. Gia đình của tù nhân sẽ không được thông báo về ngày hành quyết, cũng như nơi chôn cất. Có 45 người bị kết án tử hình vào năm 2007, nhưng số vụ hành quyết không được chính quyền tiết lộ. Năm người được cho là đã bị xử tử vào năm 2008

## Phương pháp
Immurement là một phương pháp lịch sử vẫn được sử dụng vào đầu thế kỷ 20 ở Mông Cổ. Phương pháp được thực hiện hiện nay là bắn một viên đạn vào cổ.

## Moratorium
Vào tháng 6 năm 2009, Tsakhiagiin Elbegdorj, một người theo chủ nghĩa bãi bỏ, đã được bầu làm Tổng thống Mông Cổ. Ông bắt đầu sử dụng đặc quyền ân xá của mình để ngăn chặn việc áp dụng án tử hình. Vào ngày 14 tháng 1 năm 2010, ông tuyên bố rằng từ đó sẽ sử dụng đặc quyền của mình để ân xá tất cả những người bị kết án tử hình. Ông tuyên bố rằng hầu hết các quốc gia trên thế giới đã bãi bỏ án tử hình và Mông Cổ nên theo gương của họ; ông đề nghị rằng nó sẽ được thay thế bằng án tù trong vòng 30 năm. Quyết định này đã gây tranh cãi; khi Elbegdorj thông qua nó nó trong Quốc hội, một số lượng đáng kể những người phản ứng đã chọn không đưa ra những tràng pháo tay theo thông lệ sau một bài phát biểu của tổng thống.

## Bãi bỏ
Vào ngày 5 tháng 1 năm 2012, "phần lớn các nghị sĩ" đã thông qua dự luật nhằm xóa bỏ án tử hình ở nước này. Sau hai năm theo lệnh cấm chính thức, Đại Great Khural đã chính thức ký Nghị định thư không bắt buộc thứ hai cho Công ước quốc tế về các quyền dân sự và chính trị. Điều này khiến Mông Cổ bãi bỏ vì theo Điều 1, khoản 1 và 2, của Giao ước, không ai thuộc thẩm quyền của một quốc gia thành Nghị định thư hiện tại sẽ bị xử tử, Nghi và mỗi quốc gia sẽ áp dụng mọi biện pháp cần thiết để bãi bỏ tử hình trong phạm vi quyền hạn của nó.

## Các bước để phục hồi
Vào ngày 16 tháng 10 năm 2017, tổng thống mới đắc cử Khaltmaagiin Battulga tuyên bố rằng ông đã thành lập một nhóm chuyên gia để phục hồi án tử hình cho tội giết người được dự tính trước với các tình tiết tăng nặng và hãm hiếp với các tình tiết tăng nặng trong tương lai gần. Vào cuối tháng 11, ông đã chuyển tiếp đề xuất của mình cho Bộ Tư pháp và các vấn đề nội bộ. Vào ngày 2 tháng 4 năm 2018, nhân viên tổng thống tuyên bố rằng tổng thống sẽ thông qua một đề xuất về hiệu ứng này cho quốc hội trong tháng Tư.